# امبی
امبی (به هلندی: Amby) یک منطقهٔ مسکونی در هلند است که در ماستریخت واقع شده‌است.

## خصوصیات
امبی ۶٫۲۹۱ نفر جمعیت دارد.